# انتخابات ریاست‌جمهوری ایران (۱۳۵۸)

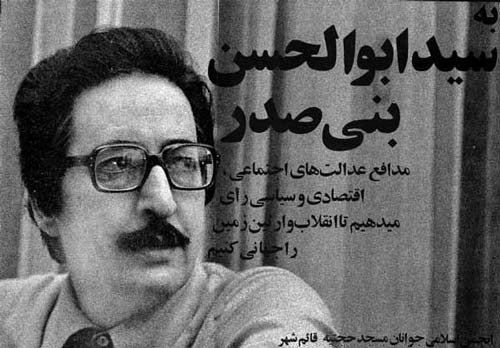
ابوالحسن بنی‌صدر در ۵ بهمن ۱۳۵۸ با کسب بیش از ۱۰ میلیون رای نخستین رئیس‌جمهور ایران شد و تا خرداد ۱۳۶۰ در این سمت باقی بود.

نخستین دوره انتخابات ریاست جمهوری ایران در ۵ بهمن ۱۳۵۸ و یک سال پس از پیروزی انقلاب در حالی برگزار شد که با استعفای دولت موقت مهدی بازرگان اداره امور اجرایی کشور بر عهده شورای انقلاب بود.

## نامزدهای انتخاباتی
در این دوره انتخابات ریاست جمهوری ۱۲۴ نامزد شرکت کردند که پس از اعلام انصراف یا استعفای برخی از نامزدها در نهایت ۹۶ نامزد در روز انتخابات به رقابت با یکدیگر پرداختند.
ابوالحسن بنی صدر، احمد مدنی (نفر دوم)، داریوش فروهر، صادق قطب زاده، حسن حبیبی، کاظم سامی، حسن آیت، صادق طباطبایی، صادق خلخالی، محمد مکری، صفر علی خلیلی، از جمله نامزدهای اولین دوره انتخابات ریاست جمهوری در ایران بودند.
در دوره اولین انتخابات ریاست جمهوری هنوز شورای نگهبان تشکیل نشده بود و خمینی نیز پیش از این گفته بود که در این انتخابات هیچ دخالتی نمی‌کند.
حسن حبیبی، که با نهضت آزادی رابطهٔ دیرینه داشت و از وزیران دولت موقت بازرگان بود و پس از آن به شورای انقلاب پیوسته‌بود، با حمایت نهضت آزادی اعلام نامزدی کرد.
مسعود رجوی رهبر سازمان مجاهدین خلق و مورد حمایت این سازمان بود. وی یکی از داوطلبانی است که در این انتخابات امکان رقابت نیافت. پس از پیام خمینی مبنی بر صلاحیت نداشتن کسانی که به «به قانون اساسی رأی مثبت نداده‌اند»، وی از انتخابات کناره‌گیری کرد.
جلال الدین فارسی کاندید مورد حمایت حزب جمهوری اسلامی به دلیل انتشار خبر مربوط به ایرانی‌الاصل نبودن (پدر وی از مهاجران افغان - شهر هرات - به ایران بودند) رقابت‌های انتخاباتی کناره گرفت. پس از آن در روزهای آخر انتخابات، حزب جمهوری اسلامی از حسن حبیبی نامزد نهضت آزادی حمایت نمود.

### مسعود رجوی
به دنبال نام‌نویسی مسعود رجوی به عنوان کاندیدای ریاست جمهوری در ۱۵ دی ۱۳۵۸تاریخ اولین میتینگ انتخاباتی مجاهدین خلق روز پنج‌شنبه ۲۰ دی ۵۸ در دانشگاه تهران در میان هواداران سازمان برگزار شد. در ابتدای این گردهمایی موسی خیابانی طی سخنانی گفت: «ما بر حسب مسئولیت‌ها و وظایفمان وارد این صحنه شده‌ایم و نه از روی جاه‌طلبی. اگر اهل جاه‌طلبی بودیم درها به روی ما بسته نبود. ما همیشه رنج‌ها را تحمل می‌کنیم».
در مصاحبه مطبوعاتی تعدادی از افرادی که به عنوان کادر رهبری سازمان مجاهدین شناخته شده بودند، مسعود رجوی گفت: «ما با حفظ نقطه نظرهای آرمانی و سیاسی خود در کادر قانون اساسی مصوب اعلام آمادگی کرده‌ایم.» وی سپس سرتیتر برنامه‌های انتخاباتی اش را در ۱۲ ماده عنوان کرد و به تشریح آنها پرداخت. وی گفت: «... تا آنجا که من می‌دانم این اولین بار در تاریخ معاصر است که یک سازمان انقلابی که در دوران دیکتاتوری به مبارزه مسلحانه شهری اشتغال داشته در شرایطی نظیر حالا خودش را کاندیدای ریاست جمهوری می‌کند، پس مسئله فراتر از داخل کشور ابعاد بین‌المللی هم دارد. آیا جز این است که انقلاب را باید انقلابیون اداره بکنند؟»
عده‌ای از نزدیکان خمینی روز شنبه ۲۹ دی ۱۳۵۸، دربارهٔ نامزدهایی که به قانون اساسی رأی نداده‌اند کسب تکلیف کردند. خمینی پاسخ داد: «بسم الله الرحمن الرحیم کسانی که به قانون اساسی جمهوری اسلامی رأی مثبت نداده‌اند، صلاحیت ندارند رئیس‌جمهور ایران شوند».
پس از این پیام، مسعود رجوی از نامزدی ریاست جمهوری کناره‌گیری کرد. وی طی پیامی خطاب به مردم ایران نوشت: «اکنون بیش از هر چیز به سرنوشت انقلابی می‌اندیشیم که یکی از بزرگ‌ترین مسئولیت‌های خطیر و تاریخی خود را بر دوش من و سایر خواهران و برادرانم گذاشته‌است.»

## ویژگی‌های اولین دوره انتخابات ریاست جمهوری
- عدم حضور نامزدهای روحانی به جهت منع سید روح‌الله خمینی
- واگذاری تأیید صلاحیت‌ها به مردم
- کنار ماندن نامزد مورد حمایت حزب جمهوری اسلامی، تنها حزب رسمی کشور
- کثرت تعداد نامزدهای تأیید شده برای استفاده از رسانه ملی
- حاکم بودن هیجانات و ناآرامی‌های انقلاب بر عرصه رقابت‌ها
- نارضایتی اکثر نامزدها از شرایط تبلیغاتی و عدم رضایت اخلاقی انتخاباتی

## نتیجه انتخابات
در نهایت ابوالحسن بنی صدر با کسب ۱۰٬۷۰۹٬۳۳۰ رأی از مجموع ۱۴٬۱۵۲٬۸۸۷ رأی ماخوذه به عنوان نخستین رئیس‌جمهور ایران انتخاب شد.

## واکنش منفی حزب جمهوری اسلامی به انتخابات
جلال الدین فارسی کاندید حزب جمهوری اسلامی به دلیل انتشار خبر مربوط به ایرانی‌الاصل نبودن از رقابت‌های انتخاباتی کناره گرفت.
بهشتی - موسوی اردبیلی-خامنه ای - باهنر و هاشمی رفسنجانی در  نامه مورخ ۲۸ بهمن ۱۳۵۸ به روح الله خمینی مینویسند:
در بخش ۷: حذف حزب جمهوری اسلامی از انتخابات ریاست جمهوری با مقدمات حساب شده ای صورت گرفت و مخالفان را جری و امیدوار کرد
در بخش۱۱: دستور جنابعالی در مورد حمایت از رییس جمهور منتخب مورد سو استفاده در جهت اهداف خاصی (اهداف بنی صدر) قرار گرفت...
در بخش ۱۴: از اینکه انقلاب اسلامی به این آسانی و سادگی برخی از وساپل تضمین محتوای خود را از دست بدهد نمیتوانیم نگران و ناراحت نشویم.
در بخش ۱۶: علایم تکرار تاریخ مشروطه بچشم میخورد...متجددین علیرغم اختلافاتشان در بیرون راندن اسلام همدست شده اند....

## خلاصه نتایج رای گیری
| انتخابات ریاست‌جمهوری ایران (۱۳۵۸)     | انتخابات ریاست‌جمهوری ایران (۱۳۵۸)     | انتخابات ریاست‌جمهوری ایران (۱۳۵۸)     | انتخابات ریاست‌جمهوری ایران (۱۳۵۸) | انتخابات ریاست‌جمهوری ایران (۱۳۵۸) | انتخابات ریاست‌جمهوری ایران (۱۳۵۸) |
| مورد حمایت                            | مورد حمایت                            | نامزد                                 | آرا                               | درصد                              |                                   |
| ------------------------------------- | ------------------------------------- | ------------------------------------- | --------------------------------- | --------------------------------- | --------------------------------- |
|                                       | مستقل                                 | ابوالحسن بنی‌صدر                       | ۱۰٬۷۰۹٬۳۳۰                        | ۷۶٫۵٪                             |                                   |
|                                       | جبههٔ ملی                              | سید احمد مدنی                         | ۲٬۲۲۴٬۵۵۴                         | ۱۵٫۹٪                             |                                   |
|                                       | جمهوری اسلامی، نهضت آزادی             | حسن حبیبی                             | ۶۷۴٬۸۵۹                           | ۴٫۸٪                              |                                   |
|                                       | حزب ملت                               | داریوش فروهر                          | ۱۳۳٬۴۷۸                           | ۰٫۹٪                              |                                   |
|                                       | مستقل                                 | صادق طباطبایی                         | ۱۱۴٬۷۷۶                           | ۰٫۸٪                              |                                   |
|                                       | جاما                                  | کاظم سامی                             | ۸۹٬۲۷۰                            | ۰٫۶٪                              |                                   |
|                                       | مستقل                                 | صادق قطب زاده                         | ۴۸٬۵۴۷                            | ۰٫۳٪                              |                                   |
| آرای صحیح                             | آرای صحیح                             | آرای صحیح                             | ۱۳۹۹۴۸۱۴                          | ۹۸٫۹۵٪                            | ۹۸٫۹۵٪                            |
| رأی سفید                              | رأی سفید                              | رأی سفید                              | ۱۵۱٬۸۰۶                           |                                   |                                   |
| کل آرای مأخوذه در داخل و خارج از کشور | کل آرای مأخوذه در داخل و خارج از کشور | کل آرای مأخوذه در داخل و خارج از کشور | ۱۴٬۱۵۲٬۸۸۷                        | ۱۰۰٫۰۰٪                           | ۱۰۰٫۰۰٪                           |
| میزان شرکت در انتخابات                | میزان شرکت در انتخابات                | میزان شرکت در انتخابات                | ۷۳٪                               | ۷۳٪                               | ۷۳٪                               |
| منابع: وزارت کشور ایران               |                                       |                                       |                                   |                                   |                                   |

آرای هشت کاندید ریاست جمهوری در حوزهٔ شهرستان تهران:
| #      | نامزد           | آرا       |
| ------ | --------------- | --------- |
| ۱      | ابوالحسن بنی‌صدر | ۱٬۸۳۳٬۱۹۷ |
| ۲      | احمد مدنی       | ۵۵۳٬۵۵۷   |
| ۳      | حسن حبیبی       | ۹۰٬۲۲۸    |
| ۴      | صادق طباطبایی   | ۲۸٬۶۷۶    |
| ۵      | کاظم سامی       | ۲۴٬۶۷۶    |
| ۶      | داریوش فروهر    | ۲۲٬۲۲۱    |
| ۷      | صادق قطب‌زاده    | ۱۲٬۲۰۷    |
| ۸      | محمد مکری       | ۲۹۹       |
| ۹      | محمود صیرفی‌زاده | ۱۶۹       |
| دیگران | دیگران          | ۱۰۰       |